# Ulysse et Mona
Pour plus de détails, voir Fiche technique et Distribution.
Ulysse et Mona est un film dramatique français réalisé par Sébastien Betbeder, sorti en 2018.

## Synopsis
Quelques années avant le début de l'histoire, Ulysse a mis un terme à sa carrière d’artiste contemporain. Au début du récit, il habite seul avec son chien Joseph dans un manoir au milieu de la forêt. Mona a vingt ans et est étudiante aux Beaux-Arts. Un jour, Mona part à sa rencontre.

## Fiche technique
- Titre original : Ulysse et Mona
- Réalisation : Sébastien Betbeder
- Scénario : Sébastien Betbeder
- Décors : Aurore Casalis
- Costumes : Anne Billette
- Photographie : Romain Le Bonniec
- Montage : Céline Canard
- Musique : Minizza
- Producteur : Frédéric Dubreuil
- Production : Envie de Tempête Productions
  - Coproduction : Hold Up Films et Média Solution
  - SOFICA : Cinécap 1
- Distribution : Cercamon et Sophie Dulac Distribution
- Pays d'origine :  France
- Langue originale : français
- Format : couleur
- Genre : Drame
- Durée : 82 minutes
- Dates de sortie :
  - Canada : 6 septembre 2018 (Toronto)
  - Italie : 26 novembre 2018 (Turin)
  - France : 30 janvier 2019 (en salles)

## Distribution
- Manal Issa : Mona
- Éric Cantona : Ulysse Boreli
- Mathis Romani : Arthur
- Quentin Dolmaire : Camille
- Marie Vialle : Alice
- Joel Cantona : Antoine
- Micha Lescot : le capitaine de gendarmerie
- Jean-Luc Vincent : Boris
- Sofian Khammes : le caissier de la station-service
- Jonathan Capdevielle : le braqueur
- Caroline Ferrus : l'infirmière
- Louis Salas : Réceptionniste Hotel
- Ouail Hajajou : Etudiant en art